# Transformative Works and Cultures
Transformative Works and Culture (TWC) ist eine englischsprachige, peer-reviewte, wissenschaftliche Open-Access-Zeitschrift, die sich der Pop- und Fankultur und deren Fanpraxis (Fan-Fiction, Fan-Art, Cosplay etc.) widmet.
Die erste Ausgabe der Onlinezeitschrift wurde am 15. September 2008 veröffentlicht, die Herausgeberinnen waren Kristina Busse und Karen Hellekson. In der Ausgabe 36 (September 2021) wurde angekündigt, dass ihnen Poe Johnson und Mel Stanfill nachfolgen werden. Die Vier gaben die Zeitschrift zunächst gemeinsam heraus, mit der Ausgabe 38 (September 2022) übernahmen Johnson und Stanfill die Rolle ganz. Das Journal erscheint bei der US-amerikanischen Organization for Transformative Works, einer weltweit aktiven Non-Profit-Organisation zur Förderung der Fankultur. Die regulären Ausgaben erscheinen jeweils am 15. März und 15. September eines Jahres.